# 阮高祺
阮高祺（發音：[ŋwiən˦ˀ˥ kaːw˧˧ ki˨˩]；1930年9月8日—2011年7月23日），中国大陆譯作阮高其，台灣早期譯作阮高奇。佛教徒。越南共和國軍隊空軍將領，曾經擔任越南共和國空軍司令，後從政。

## 生平
1930年9月8日，阮高祺出生於越南北部的山西省。他是教師阮高孝的第三個孩子，也是獨子。
阮高祺出身於20世紀50年代初越南國在法國的支援下在越南北部開設的預備軍官學校的第一期也是唯一一期。離開學校后，他加入了空軍，到參政前官至空軍司令。他曾擔任中央行政委員會主席，即總理（1965-1967年）和副總統（1967-1971年）。曾是總統阮文紹的盟友和對手，在1975年以前被視爲反共思想的盟友。
1965年8月15日，阮高祺與外交部長陳文杜、國防部長阮友固等36人訪臺（8月16日，蔣中正接見，會談加強臺、越反共合作；8月18日，發表聯合公報。）:716。
1975年430事件后，他前往美國生活。在美國，他繼續批評阮文紹和共產主義。自2004年阮高祺重訪越南以來，他被越南視爲民族和解的象徵。晚年，他搬到馬來西亞生活。2011年7月23日病逝於馬來西亞吉隆坡的一家醫院，享年80歲。

### 越南國軍隊
1951年9月，越南國政府實行動員令，阮高祺入伍。

### 越南共和國軍隊

1965年8月16日，蔣介石接見阮高祺

阮高祺曾參與1963年南越政變。1965年出任總理，再於1967年登上副總統寶座。

## 流亡生活

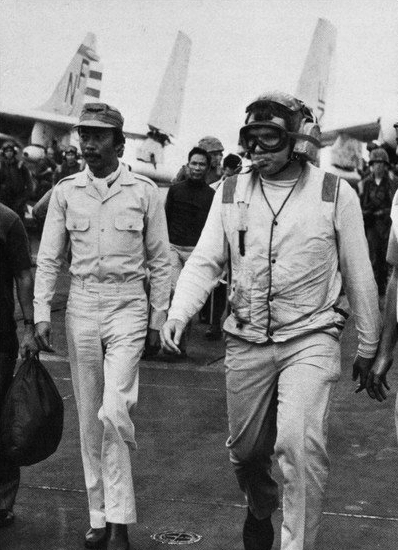
阮高祺在中途岛号航空母舰（CVA-41）上（摄于1975年）

南越於1975年被北越打敗，西貢陷落當日，阮高祺登上美國海軍藍嶺號指揮艦逃往美國，於加州威斯敏斯特定居，在當地經營一家小酒莊。
阮高祺撰寫了兩本自傳，分別為《我們是怎麽輸掉越南戰爭的》和《佛祖的孩子：我拯救越南的戰鬥》。
2004年，阮高祺到訪越南，成為自越戰結束以來首名踏足越南的前南越政府領導人。2005年初偕同妻子再度訪越，在政府領導及海外越橋主辦的接待會表示有意回到越南定居，又表示會盡力為越南吸引更多投資。
阮高祺在年青時也喜歡新潮打扮，紫色領巾及香煙成為了他的標誌。他曾結婚3次，育有最少6名子女。
阮高祺的女兒阮高祺娫在海外越僑娛樂圈中也頗為知名，她曾經在《巴黎之夜》等多個音樂節目中擔任司儀。

## 家族與家庭
阮高祺有3任妻子和6個子女。
第一任妻子是法國人，阮高祺在非洲學習飛行員時與她結婚，生有五個孩子（四男一女）是：阮高勝（Nguyễn Cao Thắng）、阮高智（Nguyễn Cao Trí）、阮高達（Nguyễn Cao Đạt）、阮高俊（Nguyễn Cao Tuấn）和阮高其雲（Nguyễn Cao Kỳ Vân）。1962年左右，阮高祺與妻子辦理了離婚手續。1964年阮高祺在越南飛往泰國的一次航班上，遇到了越南航空公司的空乘人員鄧雪梅，並於同年結婚，後生有女兒阮高祺娫。1989年左右，阮高祺和鄧雪梅在美國離婚。阮高祺晚年的第三任妻子叫黎黃金妮可（Lê Hoàng Kim Nicole），曾結過一次婚並有過四個子女。根據阮高祺的訃告，他還有一個女兒名叫阮高祺莊，不清楚是與哪一任妻子所生。

## 荣誉

### 外国勋章奖章
- 特种大绶景星勋章（中华民国，1965年8月16日批准[7]，1965年8月17日于台北士林官邸颁赠[8])

## 著作
- 《二十年零二十天: 空軍元帥阮高祺回憶錄》，台北，開源出版事業有限公司，1976年